# Hökedalens järnvägsstation

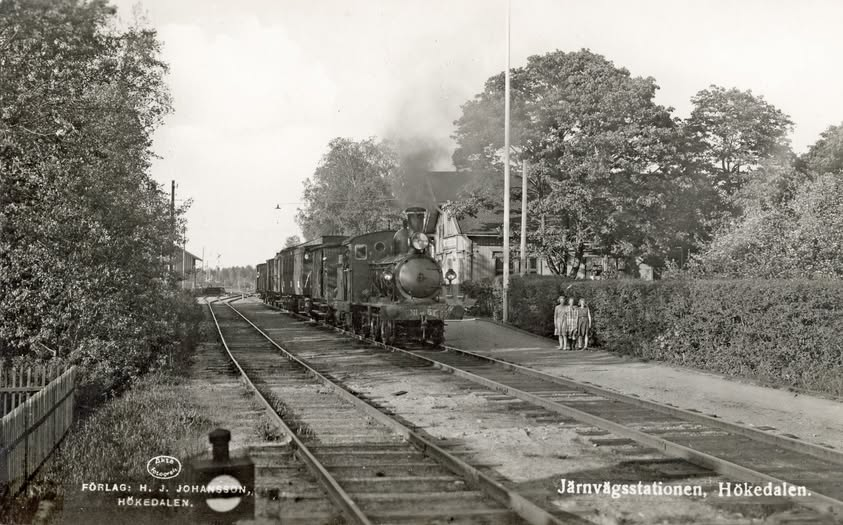
Tåg på Dalslands järnväg med ånglok DJ 5 Wilhelm Waern på Hökedalens station, troligen 1930-tal

Hökedalen var en järnvägsstation med expeditions- och väntsalsbyggnad vid Dalslands järnväg i Dals-Eds kommun.
Hökedalen blev ett litet stationssamhälle i samband med anläggandet av Dalslands Järnväg, vilken invigdes 1879. Bebyggelsestrukturen med friliggande bostadshus i rad längs vägen har funnits sedan 1890-talet. År 1948 grundades företaget Ednellhylsor i Hökedalen av Daniel Ednell (1919-1995). Företaget tillverkade bland annat hylsor för spolning av garn till spinnerier och en sjunkbox avsedd för stålindustrin.
Stationshusets funktion ändrades till bostadshus efter 1976.